# سیارک ۹۲۳
سیارک ۹۲۳ (به انگلیسی: 923 Herluga، نامگذاری:1919GB) نهصد و بیست و سومین سیارک کشف شده‌است که در ۳۰ سپتامبر ۱۹۱۹ و در هایدلبرگ کشف شد.
قدر مطلق سیارک برابر ۱۱٫۵۰ است.